# Płomienniczek kasztanowobrązowy
Płomienniczek kasztanowobrązowy (Flammulaster siparius (Fr.) Watling) – gatunek grzybów należący do rzędu pieczarkowców (Agaricales).

## Systematyka i nazewnictwo
Pozycja w klasyfikacji według Index Fungorum: Flammulaster, Tubariaceae, Agaricales, Agaricomycetidae, Agaricomycetes, Agaricomycotina, Basidiomycota, Fungi.
Po raz pierwszy opisał go w 1821 r. Elias Fries, nadając mu nazwę Agaricus siparius. Obecną nazwę nadał mu Roy Watling w 1967 r. Niektóre inne synonimy:
- Flocculina siparia (Fr.) P.D. Orton 1960
- Naucoria siparia (Fr.) Gillet 1876
- Phaeomarasmius siparius (Fr.) Singer 1951

Polską nazwę zarekomendował Władysław Wojewoda w 2003 r.

## Występowanie i siedlisko
Podano stanowiska w Ameryce Północnej, Azji i azjatyckich terenach Federacji Rosyjskiej. W piśmiennictwie naukowym na terenie Polski do 2003 r. podano trzy stanowiska, w późniejszych latach następne.
Naziemny saprotrof. Występuje w ściółce leśnej i wśród mchów w lasach liściastych, zwłaszcza grabowych.